# Дыбравата
Дыбравата (болг. Дъбравата) — село в Болгарии. Находится в Ловечской области, входит в общину Ябланица. Население составляет 78 человек.

## Политическая ситуация
Дыбравата подчиняется непосредственно общине и не имеет своего кмета.
Кмет (мэр) общины Ябланица — Иван Райков Цаков (независимый) по результатам выборов.